# Ligne médiane (typographie)
Pour les articles homonymes, voir Ligne médiane.
En typographie, la ligne médiane est une ligne passant par le milieu des caractères. Dans les écritures bicamérales (à majuscule et minuscule) comme les écritures cyrillique, grecque ou latine, cette ligne est située entre la hauteur de capitale et la ligne de base. Dans les écritures est-asiatiques, les écritures chinoise, coréenne et japonaise la ligne médiane est la ligne sur laquelle la majorité des caractères sont centrés, autant lorsqu’elles sont disposées de manière verticale ou horizontale.